# 2018년 동계 패럴림픽 메달 집계
2018년 동계 패럴림픽 메달 집계는 2018년 동계 패럴림픽에서 획득한 메달 순으로 매긴 각국의 국가 패럴림픽 위원회들의 목록이다.

## 메달 집계
다음은 국제 패럴림픽 위원회에서 제공하는 정보를 토대로 한 표로, 금메달 · 은메달 · 동메달의 수 순서로 랭킹을 매긴다. 금은동의 수가 모두 동률일 경우, 같은 순위가 되고 IPC 국가 부호의 알파벳 순으로 목록에 표시한다.
주최국인 대한민국은 연보라색으로 표시되어 있다.
| 순위 | 국가               | 금메달 | 은메달 | 동메달 | 합계 |
| ---- | ------------------ | ------ | ------ | ------ | ---- |
| 1    | 미국               | 13     | 15     | 8      | 36   |
| 2    | 중립 패럴림픽 선수 | 8      | 10     | 6      | 24   |
| 3    | 캐나다             | 8      | 4      | 16     | 28   |
| 4    | 프랑스             | 7      | 8      | 5      | 20   |
| 5    | 독일               | 7      | 8      | 4      | 19   |
| 6    | 우크라이나         | 7      | 7      | 8      | 22   |
| 7    | 슬로바키아         | 6      | 4      | 1      | 11   |
| 8    | 벨라루스           | 4      | 4      | 4      | 12   |
| 9    | 일본               | 3      | 4      | 3      | 10   |
| 10   | 네덜란드           | 3      | 3      | 1      | 7    |
| 11   | 스위스             | 3      | 0      | 0      | 3    |
| 12   | 이탈리아           | 2      | 2      | 1      | 5    |
| 13   | 영국               | 1      | 4      | 2      | 7    |
| 14   | 노르웨이           | 1      | 3      | 4      | 8    |
| 15   | 오스트레일리아     | 1      | 0      | 3      | 4    |
| 16   | 대한민국           | 1      | 0      | 2      | 3    |
| 16   | 핀란드             | 1      | 0      | 2      | 3    |
| 16   | 뉴질랜드           | 1      | 0      | 2      | 3    |
| 19   | 크로아티아         | 1      | 0      | 1      | 2    |
| 20   | 중화인민공화국     | 1      | 0      | 0      | 1    |
| 20   | 카자흐스탄         | 1      | 0      | 0      | 1    |
| 22   | 오스트리아         | 0      | 2      | 5      | 7    |
| 23   | 스페인             | 0      | 1      | 1      | 2    |
| 24   | 스웨덴             | 0      | 1      | 0      | 1    |
| 25   | 벨기에             | 0      | 0      | 1      | 1    |
| 25   | 폴란드             | 0      | 0      | 1      | 1    |
| 합계 | 합계               | 80     | 80     | 81     | 241  |

## 같이 보기
- 2018년 동계 올림픽 메달 집계